# 安氏小圓鯨鯛
安氏小圓鯨鯛，為輻鰭魚綱鯨頭魚目倣鯨科的其中一種，分布於南冰洋海域，屬深海魚類，棲息深度可達1400公尺，體長可達23.2公分。